# Лукачевский, Александр Тимофеевич
Алекса́ндр Тимофе́евич Лукаче́вский (1893, Петрозаводск, Российская империя — 26 ноября 1937, Москва, СССР) — советский пропагандист и организатор атеистической работы в СССР.

## Биография
Член РКП(б) с 1920 года.
В 1920—1923 годах работал заведующим Владимирским губполитпросветом, в 1923—1926 годах учился в Институте красной профессуры. С 1926 года работал в Центральном Совете Союза воинствующих безбожников СССР и до 1937 года был заместителем его председателя.
Заместитель ответственного редактора журнала «Антирелигиозник» со времени его основания, входил в состав редакционных коллегий различных атеистических изданий.
Руководил антирелигиозной секцией Института философии Коммунистической академии, преподавал в вузах, в частности, с 1926 года читал курс исторического материализма в Московской горной академии.
Один из вице-президентов Всемирного союза свободомыслящих — международного объединения атеистов, был делегатом ряда международных конгрессов атеистов.
Занимался критикой религии, происхождением и ранними формами религии, историей христианства, историей атеистической мысли, методикой антирелигиозной пропаганды. Являлся редактором антирелигиозного отдела в первом издании Большой советской энциклопедии.
В конце 1930-х, как и многие другие деятели Союза воинствующих безбожников, был репрессирован. Арестован 10 августа 1937 года по обвинению в шпионаже и участии в антисоветской троцкистской террористической организации. Осуждён 25 ноября 1937 года Военной коллегией Верховного Суда СССР. Расстрелян 26 ноября 1937 года.
Похоронен в Москве на Донском кладбище. Реабилитирован 27 ноября 1958 года Военной коллегией Верховного Суда СССР.

## Публикации

### Книги и брошюры
- Лукачевский А. Т. Наука и религия. Вып. 2: О празднике — пасхе. — Владимир: Владимирское книжное издательство, 1923. — 33 с.
- Лукачевский А. Т. Сектантство прежде и теперь: Лекция, читанная членам Московского общества безбожников и участникам антирелигиозного семинария при МК. 26 апреля 1925 г. — М.: жур. "Безбожник у станка", 1925. — 44 с.
- Лукачевский А. Т. Религия: Программа-конспект для антирелигиозных кружков самообразования повышенного типа / Главполитпросвет. Отдел помощи самообразования. — М.: Госиздат, 1925. — 112 с.
- Лукачевский А. Т. Происхождение религии: Обзор теорий: Переработанные стенограммы лекций, читанных для Моск. актива СВБ и членов антирелигиозного семинария при МК ВКП[б] в 1928-29 гг. / Центр. совет Союза воинствующих безбожников СССР. — М.: Безбожник, 1929. — 132 с.
- Лукачевский А. Т. Изучение социальных корней религии в СССР / Коммунистическая академия. Общество историков-марксистов. — М.: Ком. академия, 1930. — 26 с.
- Лукачевский А. Т. Изучение социальных корней религии в СССР: Доклад, прения и заключительное слово; Ком. акад. О-во историков-марксистов. — М.: изд-во Ком. акад., 1930. — 26 с.
- Лукачевский А. Т. Происхождение религии: (Обзор теорий): Перер. стенограммы лекций, читанных для моск. актива СВБ и членов антирелигиозного семинария при МКВКП (б) в 1928-29 гг. / Центр. совет Союза воинствующих безбожников СССР. — 2-е изд., доп. — М.: акц. изд. о-во "Безбожник", 1930. — 134 с.
- Лукачевский А. Т. Безбожники стройте колхозы / Центр. совет Союза воинствующих безбожников СССР ; Обложка: М. Л[итвак]. — М.: Безбожник, 1930. — 14 с.
- Лукачевский А. Т. Реконструктивный период и очередные задачи Союза воинствующих безбожников: Перер. стенограмма доклада на I-м обл. съезде воинствующих безбожников Ленингр. области / Центр. сов. и Ленингр. обл. сов. Союза воинствующих безбожников. — М.: Безбожник, 1930. — 20 с.
- Лукачевский А. Т. ... За революционное единство в международном безбожном движении: (Интернационал пролетарских свободомыслящих перед IV конгрессом) / Центр. совет Союза воинств. безбожников СССР. — М.: Безбожник, 1931. — 64 с.
- Очерки по истории атеизма (1929—1930)
- Лукачевский А. Т. ... Очередные задачи борьбы с религией и международная работа СВБ / Центр. совет Союза воинств. безбожников СССР. — М.: ОГИЗ; Л.: Московский рабочий, 1931. — 31 с.
- Лукачевский А. Т. ... Кризис капитализма и международный безбожный фронт / Центр. совет Союза воинств. безбожников СССР. — М.; ОГИЗ; Л.: Московский рабочий, 1931. — 45 с.
- Лукачевский А. Т. ... Социалистическое перевоспитание трудящихся и борьба против религии / Центр. совет Союза воинств. безбожников СССР. — М.: ГАИЗ, 1932
- Лукачевский А. Т. Марксизм-ленинизм как воинствующий атеизм. — М.: Государственное антирелигиозное издательство, 1933. — 91 с.
- Лукачевский А. Т. Марксизм-ленинизм как воинствующий атеизм / ЦС. СВБ. СССР и Ин-т философии Комакад. — 2-е изд., доп. — М.: Государственное антирелигиозное издательство, 1933. — 103 с.
- Лукачевский А. Т. Введение в историю религий / Центр. сов. Союза воинствующих безбожников СССР и Центр. заоч. антирелиг. ин-т НКП РСФСР. — М.: Государственное антирелигиозное издательство, 1934. — 86 с.

### Редакция
- Грант Ф. Религия на службе американского капитала. (Religion in the service of american capital) / Авторизованный перев. с англ. рукописи А. М. Зака; Под ред. и с предисл. А. Т. Лукачевского ; Франк Грант ; Центр. совет Союза безбожников СССР. — М.: акц. изд-во. о-во "Безбожник", 1928. — 132 с.
- Антирелигиозное воспитание в школе / Под ред. А. Т. Лукачевского; Центр. совет союзов безбожников СССР. — М.: Безбожник, 1929.
- Рабочий антирелигиозный кружок: Сборник заданий по лабораторному методу / Под ред. и с предисл. А. Т. Лукачевского ; Центр. совет союзов безбожников СССР. — М.: Безбожник, 1929. — 54 с.
- Учебник для рабочих антирелигиозных кружков / Союз безбожников СССР и Главполитпросвет; под редакцией А. Лукачевского; с предисловием Е. М. Ярославского. — 3-е иллюстрир. дополн. и исправл. изд. — М.: Безбожник, 1929. — 336 с.
- Олещук Ф. Н. Как работать деревенской ячейке СВБ./ Под общ. ред. А. Лукачевского и Вл. Сарабьянова. Центр. совет Союза воинствующих безбожников — М.: Безбожник, 1929. — 125 с. (Популярная антирелигиозная библиотека).
- Шишаков В. А. Почему считают годы от "рождества Христова": (Как возникло летосчисление от "рождества Христова", если "Христа" не было). / Центр. совет Союза воинствующих безбожников. Под общ. ред. А. Лукачевского и Вл. Сарабьянова — М.: акц. изд. (о-во) "Безбожник", 1929. — 48 с. (Популярная антирелигиозная библиотека).
- Просвещенец на антирелигиозном фронте / ЦК Союза работников просвещения СССР, Центральный совет Союза безбожников СССР ; под ред. А. Коростелева. А. Лукачевского, И. Флерова. — М.: Работник просвещения ; Ленинград : [б. и.], 1929. — 116 с.
- Залежский, В. Н. О чертях и чертовщине. / Центр. сов. Союза воинствующих безбожников СССР; Под общ. ред. А. Лукачевского и Вл. Сарабьянова. — М.: Акц. изд. о-во "Безбожник", 1930. — 72 с. (Попул. антирелигиозная библиотека).
- Калинченко Ан. Миссионеры — агенты капитала. / Центр. совет Союза воинствующих безбожников СССР; Под общ. ред. А. Лукачевского и Вл. Сарабьянова.— М.: Безбожник, 1930. — 45 с. (Популярная антирелигиозная библиотека).
- Учебник для рабочих антирелигиозных кружков / Союз воинствующих безбожников СССР; Под ред. А. Лукачевского; С предисл. Ем. Ярославского. — 5-е изд., ил., доп. и испр. — Л.: Безбожник, 1930. — 486 с.
- Учебник для рабочих антирелигиозных кружков/ Под ред. А. Лукачевского ; С пред. Ем. Ярославского; Центр. совет Союза воинств. безбожников СССР. — 6-е изд., вновь перераб. и доп. — М.; Л.: ОГИЗ — Московский рабочий, 1931. — 610 с.
- Хрестоматия по истории атеизма / Сост. Я. Глан ; Под ред. А. Т. Лукачевского ; Центр. сов. союза воинствующих безбожников СССР. —  М.; Л.: Московский рабочий, 1931. — XV, 366 с.
- ВКП(б). Московский областной комитет. Отдел массовой работы и агитации. За воинствующее безбожие / Сост.: Е. Муравьёв, В. Шорох ; Под ред. А. Т. Лукачевского. — М.; Л.: ОГИЗ — Московский рабочий, 1931. — 51 с. (Методическое пособие для агитаторов/ Отд. агитации и массовых кампаний МК и МГК ВКП(б)).
- Штурм неба: Мысли о религии. Отрывки и афоризмы : (1.000 изречений 300 авторов) / Я. Глан; Под ред. и с пред. А. Т. Лукачевского ; Центр. совет Союза воинств. безбожников СССР. — М.: ГАИЗ, 1932. — 198 с.
- Происхождение религии в понимании буржуазных ученых: сборник статей М. Гальбвакса, Д. Фрэзер, Ф. Лемана и К. Клемена / Центральный совет Союза воинствующих безбожников СССР; пер. Я. М. Глана ; под ред. А. Т. Лукачевского. — М.: Московский рабочий, 1932. — 230 с.
- Антирелигиозный учебник / Под ред. А. Т. Лукачевского. — М.: ГАИЗ, 1933. — 351 с.
- Маркс К. Религия — опиум народа: Избранные очерки о религии и борьбе с ней... / К. Маркс, Ф. Энгельс; Сост. Я. Глан; Под ред. и с пред. А. Т. Лукачевского ; ЦС СВБ СССР и Ин-т философии Комакад. — М.: ГАИЗ, 1933. — 108 с.